# Басевич, Казимира Константиновна
Казими́ра Константи́новна Басе́вич (урождённая Романовская; 1898, Иркутск — 1973, Ленинград) — советский педагог и коллекционер искусства.
Родилась в Иркутске в польской дворянской семье, сосланной в результате Польского восстания 1863—1864 годов. В отрочестве жила в Харбине. В 1917 году поступила на историко-филологический факультет Московских высших женских курсов. В Москве вышла замуж за С. С. Турова, впоследствии известного зоолога, и вместе с мужем вернулась в Иркутск.
После окончания в 1924 году Иркутского университета вслед за Туровым перебралась во Владикавказ, где работала учителем русского языка. Расставшись с мужем, вторично вышла замуж за учёного-гидротехника А. З. Басевича.
Через несколько лет Басевичи переехали в Ленинград. Во время блокады жила в эвакуации в Ташкенте, где начала преподавать географию.
Со второй половины 1940-х годов начала собирать произведения искусства (прежде всего живопись, но также и графику, скульптуры, произведения декоративно-прикладного искусства). Коллекция не была предназначена для публичного обозрения: окружая себя предметами искусства, Басевич формировала среду, в которой ей комфортно было бы жить. Постепенно Казимира Константиновна наладила связи с коллекционерами и художниками; с некоторыми из них, например с П. В. Кузнецовым, отношения стали достаточно тёплыми. В 1959 году Кузнецов написал портрет Казимиры Басевич, хранящийся в Третьяковской галерее.

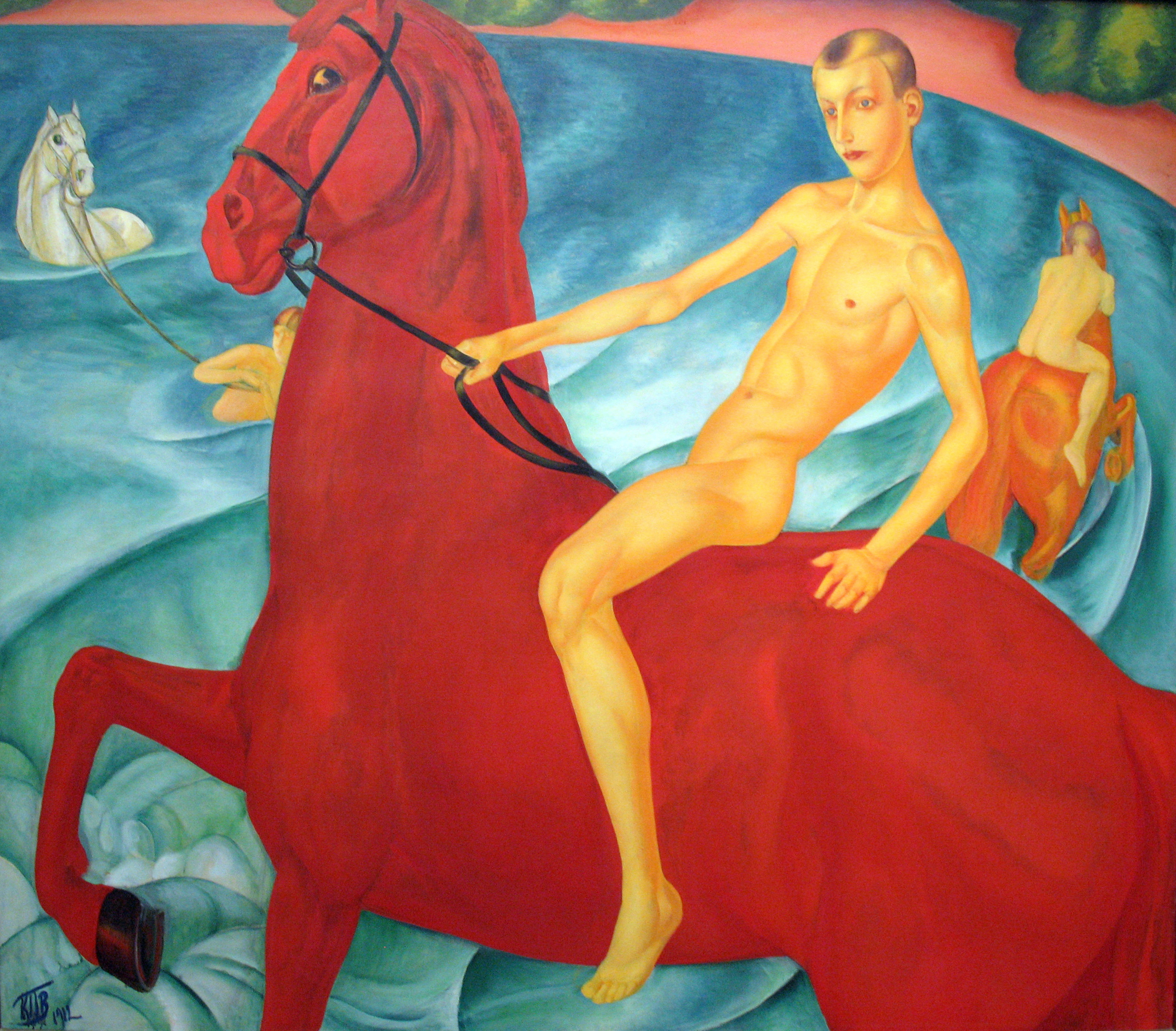
Купание красного коня. 1912 г.

Коллекция Басевич, в основном, включала произведения художников круга «Мира искусства» — А. Н. Бенуа, З. Е. Серебряковой, К. А. Сомова, К. А. Коровина, П. В. Кузнецова, М. С. Сарьяна и др. В 1953 году Басевич приобрела у вдовы К. С. Петрова-Водкина картину «Купание красного коня».
2 апреля 1961 года коллекция из-за своей ценности была взята на государственный учёт (Басевич получила охранное свидетельство от управления культуры ленинградского исполкома). В том же году Казимира Константиновна решила подарить Третьяковской галерее 10 картин, в том числе «Купание красного коня». По мнению родственницы Басевич, архитектора Р. М. Лотарёвой, это решение было вызвано реакцией на полёт в космос Ю. А. Гагарина.
Ещё три работы Басевич подарила музею своего родного города — Иркутска. При этом прибывшему за картинами директору музея А. Д. Фатьянову Казимира Константиновна пообещала подарить только те вещи из висевших в соседней комнате, чьё авторство он сможет определить, «не сходя с места».
В последние годы жизни Басевич перенесла инсульт. Скончалась в 1973 году.

## Судьба коллекции
23 картины из своей коллекции Басевич завещала Третьяковской галерее, однако долгое время об этом не было известно ни родственникам, ни сотрудникам галереи. В результате после смерти Казимиры Константиновны в Третьяковку попали семь работ, а остальная часть собрания оказалась в Свердловске, где жила наследница Басевич. Полностью завещание было исполнено только в 2017 году, благодаря внучатой племяннице Басевич Р. М. Лотарёвой, обнаружившей документы, подтверждающие волю Басевич. Таким образом, Третьяковской галерее были переданы остальные завещанные картины, а прочие предметы, входившие в состав собрания (не только картины, но и скульптуры и предметы декоративно-прикладного искусства), Лотарёва подарила Екатеринбургскому музею изобразительных искусств.